# Santa Cruz del Rincón
Santa Cruz del Rincón (tiếng Me'phaa: Xkuaa, "nơi bằng phẳng") là khu đô thị tự trị thuộc bang Guerrero, México. Khu đô thị cách thủ phủ bang Chilpancingo khoảng 100 kilômét (62 mi) về phía đông nam. Santa Cruz được thành lập từ khu đô thị Malinaltepec theo phê duyệt năm 2021 và chính thức có hiệu lực ngày 21 tháng 5 năm 2022.

## Địa lý
Khu đô thị Santa Cruz del Rincón nằm ở đầu nguồn sông Marquelia nơi chuyển tiếp giữa Costa Chica và Sierra Madre del Sur nằm phía đông Guerrero. Phía bắc giáp Malinaltepec, phía đông bắc giáp Iliatenco, phía nam và tây giáp San Luis Acatlán. Điểm cao nhất của Santa Cruz del Rincón  1.763 mét (5.784 ft) so với mực nước biển nằm trên giao điểm ranh giới với Malinaltepec và Iliatenco tại Cerro Ardilla. Tổng diện tích 89,55 kilômét vuông (34,58 dặm vuông Anh). Từ năm 2011, 23,8 kilômét vuông (9,2 dặm vuông Anh) phía đông đường cao tốc chính Bắc-Nam trở thành Khu bảo tồn tình nguyện.
Santa Cruz del Rincón có khí hậu ôn đới dưới ẩm, mưa nhiều vào hè. Nhiệt độ trung bình dao động từ 22 và 26 °C (72–79 °F).

## Lịch sử
Do thiếu cơ sở hạ tầng và dịch vụ cơ bản, Santa Cruz del Rincón và vùng phụ cận yêu cầu thành lập chính quyền khu đô thị tự trị độc lập từ năm 1964. Ngày 31 tháng 8 năm 2021, quốc hội bang Guerrero phê chuẩn việc thành lập khu đô thị Santa Cruz del Rincón từ 19 địa phương thuộc Malinaltepec trước đây. Việc này được cụ thể hóa trong chỉnh sửa hiến pháp bang thông qua ngày 13 tháng 1 năm 2022 và có hiệu lực ngày 21 tháng 5 năm 2022.

## Hành chính
Santa Cruz del Rincón sẽ tổ chức bầu cử đầu tiên với tư cách khu đô thị tự trị độc lập năm 2024. Tháng 9 năm 2023, chính quyền lâm thời được bổ nhiệm, do chủ tịch Godofredo Avilés Mendoza đứng đầu. Chính quyền  Santa Cruz del Rincón bao gồm chủ tịch, một ủy viên hội đồng (tiếng Tây Ban Nha: síndico) và sáu ủy viên (regidores).
Trong vùng có nhóm tự vệ cộng đồng Coordinadora Regional de Autoridades Comunitarias-Policía Comunitaria hoạt động để bảo vệ dân bản địa ở phía đông Guerrero.

## Nhân khẩu học
Trong Điều tra dân số México năm 2020, các địa phương gồm khu đô thị Santa Cruz del Rincón hiện nay ghi nhận dân số 6.851 người. Thủ phủ cùng tên, hay gọi tắt El Rincón, ghi nhận dân số 1.677 người. Có 2 địa phương dân số trên 1.000 người, đó là El Potrerillo 1.393 người và Tierra Colorada 1.020 người. Theo Điều tra dân số năm 2010, 70% dân số ở Santa Cruz del Rincón nói tiếng Me'phaa hoặc Tlapanec.

## Kinh tế và hạ tầng
Kinh tế Santa Cruz del Rincón dựa vào nông nghiệp: ngô, cà phê và dâm bụt là những cây trồng chính.
Đường rải nhựa cao tốc bắc-nam chạy qua khu đô thị, kết nối với Tlapa de Comonfort ở phía bắc và Marquelia ở phía nam.
Santa Cruz del Rincón có các cơ sở giáo dục như thư viện công cộng, một trường trung học cơ sở và trung học phổ thông, chi nhánh Đại học Sư phạm Quốc gia  và chi nhánh của UNISUR (Đại học Intercultural de los Pueblos del Sur) để đào tạo không chính quy cho thanh thiếu niên bản địa.